# Mission impossible 2
Pour les articles homonymes, voir Mission impossible et Mi2.
Série Mission impossible
Mission impossible
(1996) Mission impossible 3
(2006)
Pour plus de détails, voir Fiche technique et Distribution.
Mission impossible 2 (Mission: Impossible II), également abrégé en M:i-2, est un film américano-allemand réalisé par John Woo et sorti en 2000.
C'est le deuxième opus de la série de films inspirée par la série télévisée Mission impossible créée par Bruce Geller et diffusée dans les années 1960-1970.

## Synopsis
L'agent Ethan Hunt est chargé par Swanbeck de retrouver l'antidote « Bellérophon » à un virus nommé « la Chimère », tombé aux mains d'un certain Sean Ambrose, un ancien agent MI et collègue d'Ethan. Pour ce faire, ce dernier est secondé dans sa tâche par deux autres agents : Luther Stickell, qu'il avait recruté pour sa précédente mission, et un certain William Baird, dit « Billy ». Ethan a par ailleurs rallié à sa cause Nyah Nordoff-Hall, l'ancienne petite amie de Sean.
Ethan fait en sorte que Sean retrouve et fasse venir Nyah rapidement tout en prenant soin de lui insérer une puce indétectable (détectable uniquement grâce à un ordinateur que Luther possède). Nyah est détectée en Australie, où se rend l'équipe. Sean Ambrose, Nyah et un de ses hommes de main, Hugh Stamp se rendent à un champ de course pour rencontrer un certain John C. McCloy, patron du groupe pharmaceutique Biotech, et lui montrer une vidéo. Nyah subtilise la vidéo à Sean et permet à Ethan et Luther de la visionner. On peut ainsi voir La Chimère qui infecte et détruit complètement les cellules d'un certain Dr Gradsky et montre qu'il est décédé 34 heures après avoir été contaminé.
Lorsque Nyah remet la carte numérique contenant la vidéo à Sean en essayant d'être discrète, on voit Sean qui a senti qu'elle avait remis la carte dans sa poche, sauf qu'elle l'a remise dans la mauvaise poche.
Sean comprend donc que Nyah est envoyée par l'unité MI, la confond en se déguisant en Ethan et conçoit un plan pour les piéger.
Pendant ce temps, Ethan capture McCloy et l'interroge, et lui fait avouer que c'est lui qui a commandé la Chimère pour vendre Bellerophon et faire énormément de profits. Puis avec Billy et Luther, il infiltre le bâtiment de Biotech où l'unique source du virus de la Chimère est stocké pour le détruire, comme ça Sean n'aura que le remède sans le virus et ne pourra pas devenir riche. Ethan détruit le virus in vitro et seulement deux des trois pistolets à injection car Sean et ses hommes arrivent à ce moment pour empêcher Ethan de détruire le virus.

Sous la contrainte, Nyah apparaît alors et récupère le pistolet, mais au lieu de le remettre à Sean, elle s'injecte le virus. Ethan est contraint de fuir tout en enclenchant un compte à rebours de 20h qui est le temps qu'il lui reste pour donner l'antivirus à Nyah. Sean récupère le virus dans le sang de Nyah puis l'abandonne au milieu de Sydney où elle fera un maximum de victimes quand le virus sera dans sa phase active.

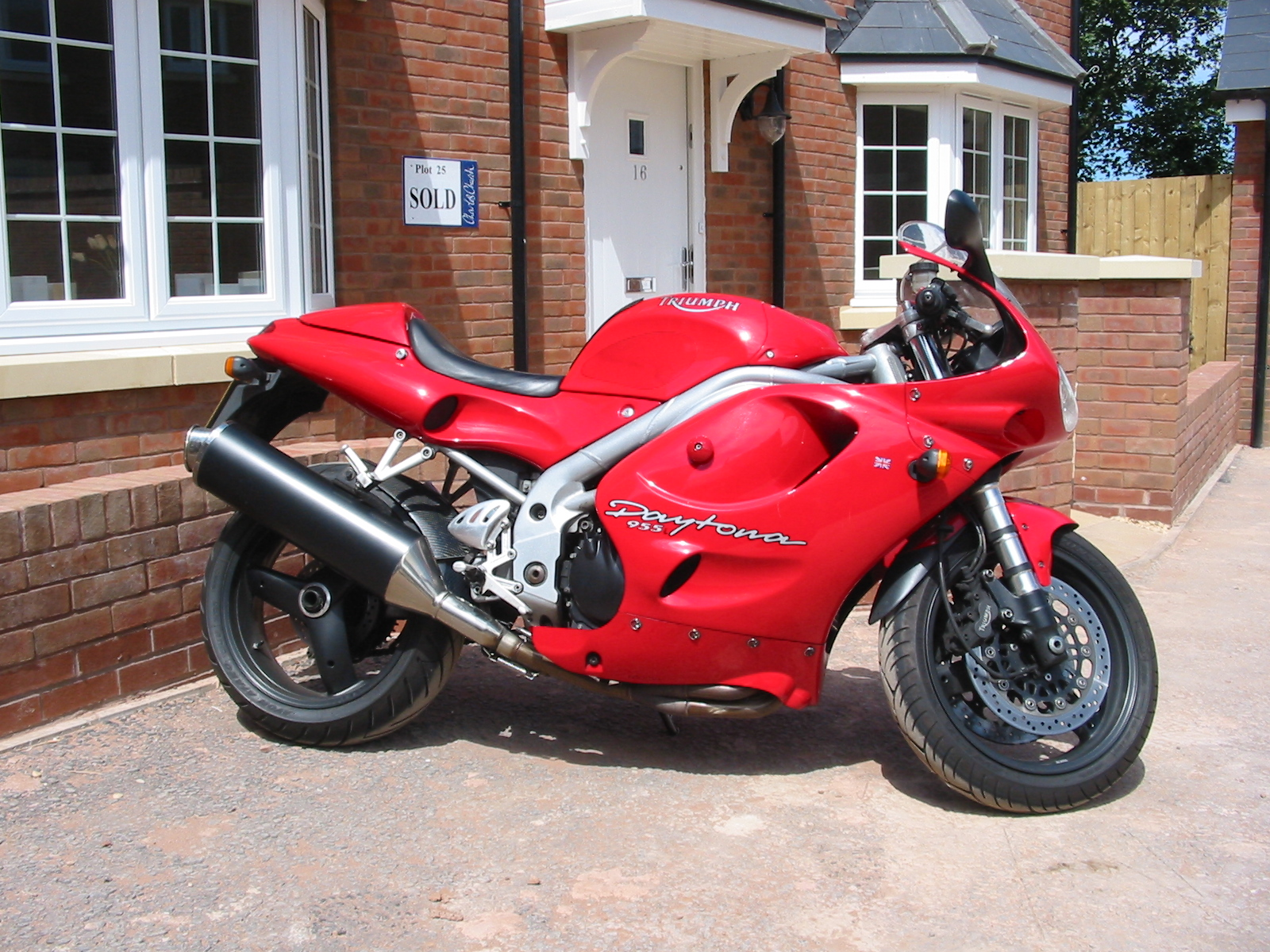
Triumph Daytona utilisée par Sean.

Lors de son infiltration dans un autre site de Biotech, alors que la négociation avec McCloy se conclut pour lui remettre Bellerophon, Ethan combat un à un les hommes d'Ambrose jusqu'à affronter Stamp qui en sort visiblement victorieux. Sean abat Ethan en vidant son chargeur. 

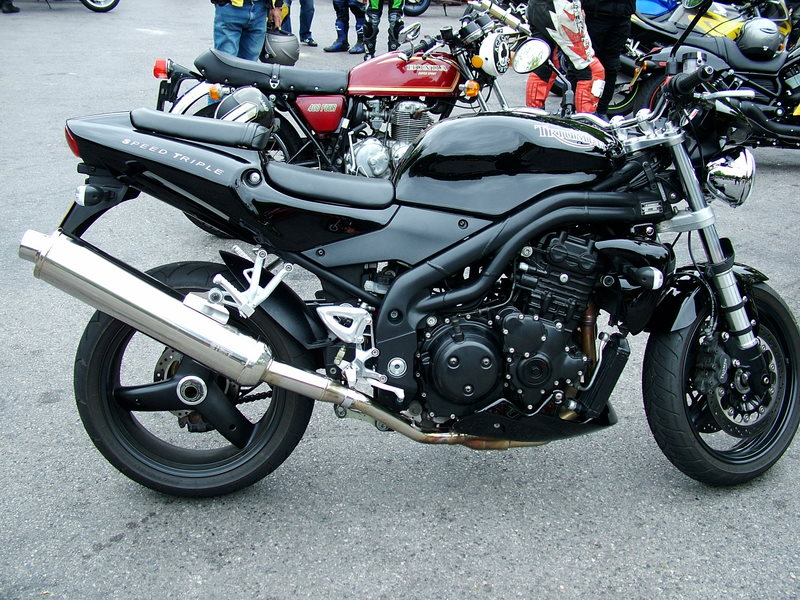
Triumph 955 Speed Triple utilisée par Ethan.

Mais on peut constater qu'en fait Ethan avait mis un masque à l'apparence de Stamp et qu'il avait mis un masque à Stamp à son effigie. Ambrose est fou de rage et tous poursuivent Ethan qui a subtilisé virus et antidote puis est couvert par Luther et Billy en hélico.
À la fin d'une course poursuite en moto, Ethan et Sean se battent et Ethan en sort victorieux. Il remet l'antivirus à Nyah que Luther et Billy ont récupéré entretemps et après un débriefing avec son commanditaire Swanbeck apprenant que le virus a été détruit, Ethan prend des vacances à Sydney avec Nyah.

## Fiche technique
- Titre original et québécois : Mission: Impossible II[2]
- Titre français : Mission : Impossible 2
- Réalisation : John Woo
- Scénario : Robert Towne, d'après une histoire de Ronald D. Moore et Brannon Braga, d'après la série télévisée Mission impossible de Bruce Geller
- Musique : Hans Zimmer, thème principal de la série télévisée de Lalo Schifrin
  - Musiques additionnelles : Klaus Badelt et Heitor Pereira
  - Montage musical : Zigmund Gron et Marc Streitenfeld
- Direction artistique : Nathan Crowley, Daniel T. Dorrance, Kevin Kavanaugh et Michelle McGahey
- Décors : Thomas E. Sanders †, Kerrie Brown et Lauri Gaffin[3]
- Costumes : Lizzy Gardiner
- Maquillage : Mary Burton, Robert McCann, Paul Pattison
- Coiffure : Kathrine Gordon, Samantha Pattison, Kerry Warn
- Photographie : Jeffrey L. Kimball
- Son : Anna Behlmer, James Bolt, Andy Nelson, Mark P. Stoeckinger
- Montage : Steven Kemper et Christian Wagner
- Production : Tom Cruise et Paula Wagner
  - Production déléguée : Terence Chang et Paul Hitchcock
  - Production associée : Michael Doven
- Sociétés de production[4] :
  - États-Unis : Cruise/Wagner Productions, présenté par Paramount Pictures
  - Allemagne : Munich Film Partners & Company (MFP)
- Sociétés de distribution : Paramount Pictures (États-Unis, Canada) ; United International Pictures (Allemagne, France, Belgique, Suisse)
- Budget : 125 millions de dollars[5],[6]
- Pays de production :  États-Unis,  Allemagne
- Langue originale : anglais
- Format[7] : couleur (DeLuxe) - 35 mm - 2,39:1 (Panavision) - son DTS / Dolby / SDDS
- Genre : action, aventure, thriller, espionnage
- Durée : 123 minutes ; 195 minutes (original)
- Dates de sortie[8] :
  - États-Unis, Québec : 24 mai 2000[2]
  - Allemagne : 6 juillet 2000
  - France, Belgique, Suisse romande : 26 juillet 2000[9],[10],[11]
- Classification[12] :
  - États-Unis : accord parental recommandé, film déconseillé aux moins de 13 ans (PG-13 - Parents Strongly Cautioned)[N 1]
  - Allemagne : interdit aux moins de 16 ans (FSK 16)
  - France : tous publics[13]
  - Belgique : tous publics (Alle Leeftijden)[10]
  - Suisse romande : interdit aux moins de 14 ans[14]
  - Québec : 13 ans et plus (13+ / 13 years and over)[2]

## Distribution
- Tom Cruise (VF : Yvan Attal) : Ethan Hunt
- Dougray Scott (VF : Patrice Baudrier) : Sean Ambrose
- Thandiwe Newton (VF : Magaly Berdy) : Nyah Nordoff-Hall
- Ving Rhames (VF : Jacques Martial) : Luther Stickell
- Richard Roxburgh (VF : Patrick Laplace) : Hugh Stamp
- John Polson (VF : Jacques Bouanich) : William « Billy » Baird
- Brendan Gleeson (VF : Sylvain Lemarié) : John C. McCloy
- Rade Šerbedžija (VF : Yves Barsacq) : Dr Vladimir Nekhorvich
- Anthony Hopkins (VF : Bernard Dhéran) : Swanbeck (non crédité)
- William Mapother : Wallis
- Dominic Purcell : Ulrich

 Source et légende : version française (VF) sur RS Doublage et AlloDoublage

## Production

### Développement
Peu de temps après la sortie du premier film, Oliver Stone est attaché à un projet de suite et écrit une ébauche de script. Mais il quitte finalement le projet quand Tom Cruise décide de partir tourner Eyes Wide Shut avec Stanley Kubrick. C'est finalement le Chinois John Woo qui reprend la réalisation du film.

### Attribution des rôles
Seuls Tom Cruise et Ving Rhames étaient présents dans le premier film.
Dougray Scott a refusé le rôle de Wolverine dans X-Men de Bryan Singer pour tenir celui de Sean Ambrose dans Mission impossible 2. Quant au premier rôle féminin, c'est Tom Cruise qui suggère Thandie Newton, qui avait tourné avec lui dans Entretien avec un vampire (1994) de Neil Jordan.
Le rôle de Swanbeck a été initialement proposé à Ian McKellen, mais il n'est pas disponible. C'est finalement Anthony Hopkins qui est choisi. Steve Zahn était quant à lui pressenti pour incarner Billy Baird.

### Tournage
Le tournage a eu lieu principalement en Australie (à Sydney, notamment aux Fox Studios Australia, à La Perouse...), mais également aux États-Unis (Azusa, Los Angeles...). La scène d'escalade du début a été tournée à Moab dans l'Utah.

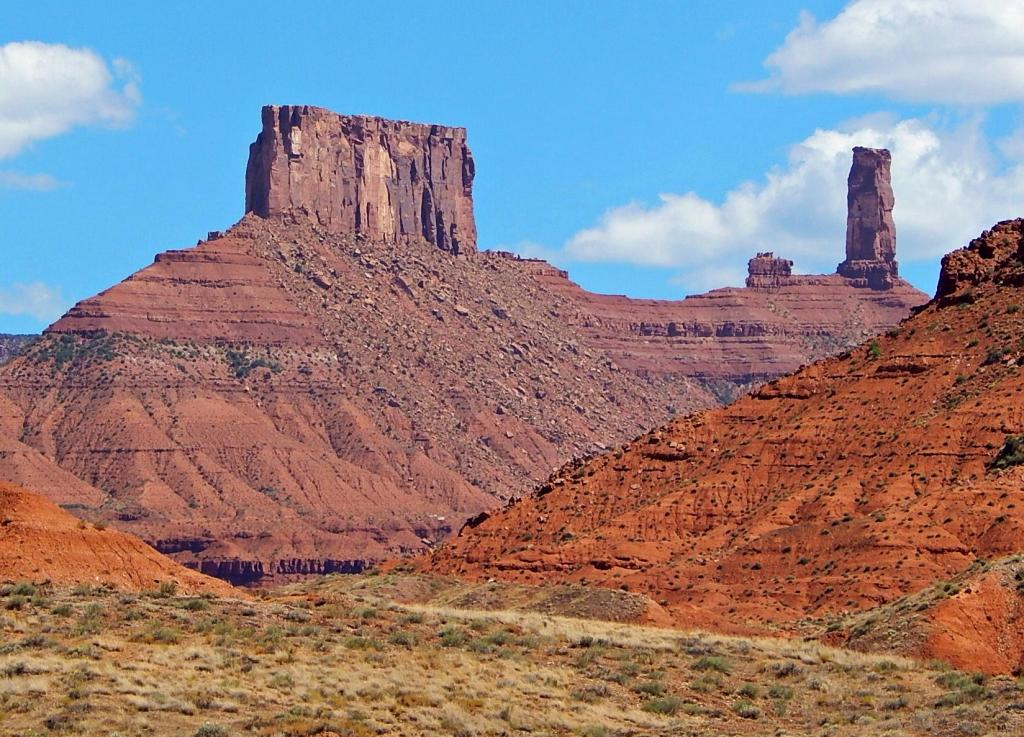
Castleton Tower et The Rectory à Moab
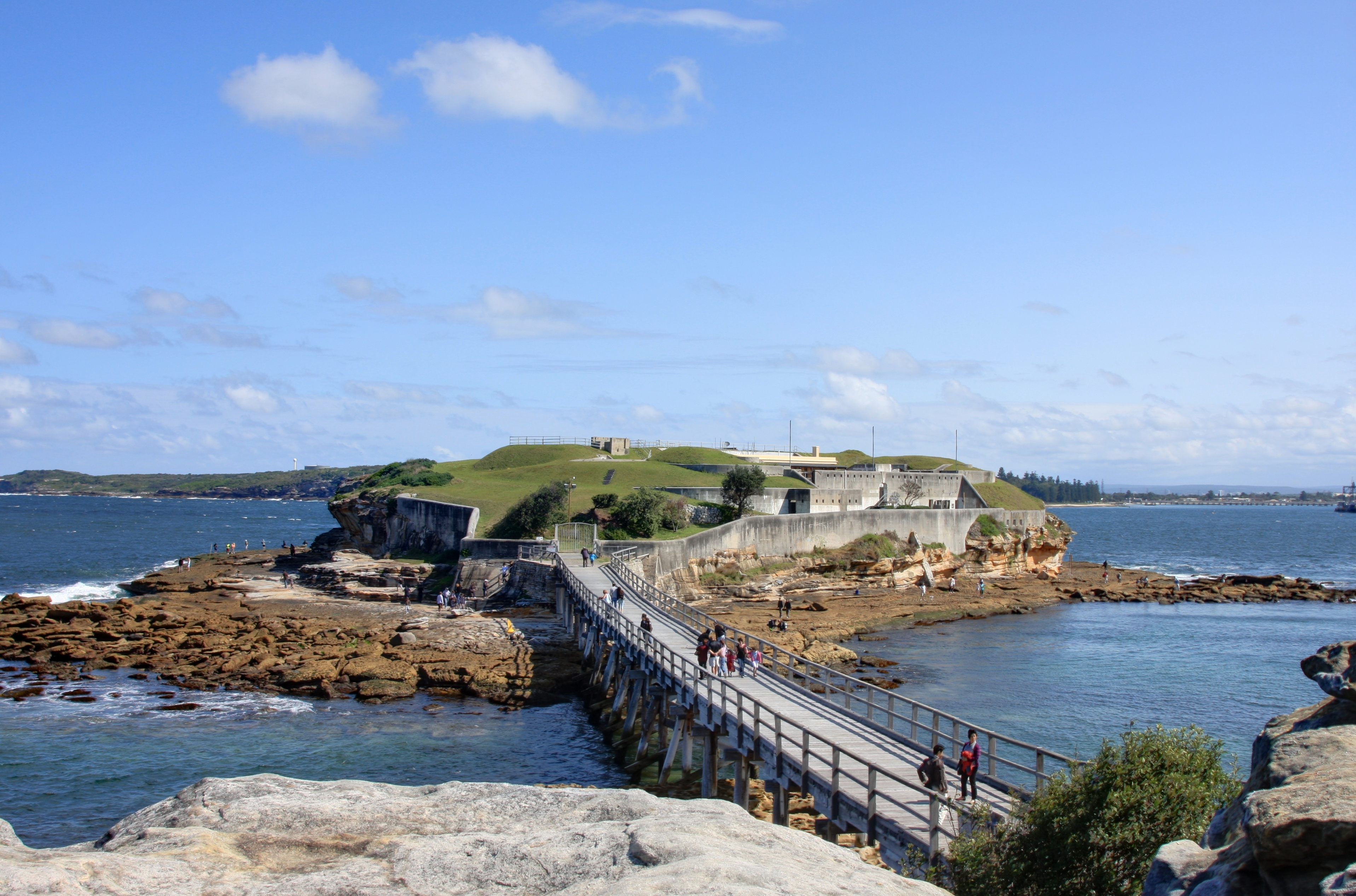
Bare Island à La Perouse

### Musique
Albums de Hans Zimmer
La Route d'Eldorado
(2000) Pearl Harbor
(2001)
Bandes originales de Mission impossible
Mission impossible
(1996) Mission impossible 3
(2006)
La musique du film est composée par Hans Zimmer, qui succède à Danny Elfman pour Mission impossible (1996). Par ailleurs, on retrouve le titre Iko Iko, que l'on pouvait déjà entendre dans un autre film avec Tom Cruise, Rain Man (1988, Barry Levinson). Si The Belle Stars interprétait la chanson dans Rain Main, c'est ici une version remixée par Zap Mama qui ouvre Mission impossible 2.

#### Liste des titres
1. Hijack (4:09) ;
2. Iko Iko - Zap Mama (3:23) ;
3. Seville (feat. Lisa Gerrard) (4:32) ;
4. Nyah (2:20) ;
5. Mission: Impossible Theme (Lalo Schifrin) (0:39) ;
6. The Heist (2:22) ;
7. Ambrose (2:37) ;
8. Bio-Techno (1:42) ;
9. Injection (feat. Lisa Gerrard) (4:49) ;
10. Bare Island (5:30) ;
11. Chimera (1:42) ;
12. The Bait (1:00) ;
13. Mano a Mano (feat. Lisa Gerrard) (4:22) ;
14. Mission: Accomplished (1:44) ;
15. Nyah and Ethan (5:05).

#### Music from and Inspired by Mission: Impossible II
Un autre album, Music from and Inspired by Mission: Impossible II, est sorti en plus des compositions originales de Hans Zimmer. Metallica réalise le titre I Disappear pour le film, tandis que Limp Bizkit revisite, avec Take a Look Around, le célèbre thème principal composé par Lalo Schifrin en 1966 pour la série télévisée.

##### Liste des titres
1. Limp Bizkit – Take a Look Around ;
2. Metallica – I Disappear ;
3. Rob Zombie – Scum of the Earth ;
4. Butthole Surfers – They Came In ;
5. The Pimps – Rocket Science ;
6. Foo Fighters & Brian May – Have a Cigar (reprise des Pink Floyd) ;
7. Chris Cornell – Mission 2000 ;
8. Godsmack – Goin' Down ;
9. Uncle Kracker – What U Lookin' At? ;
10. Apartment 26 – Backwards ;
11. Diffuser – Karma ;
12. Buckcherry – Alone;
13. Tinfed – Immune ;
14. Powderfinger – My Kind of Scene ;
15. Tori Amos – Carnival ;
16. Hans Zimmer – Nyah ;
17. Hans Zimmer – Injection ;
18. Zap Mama – Iko Iko.

## Accueil

### Accueil critique
Sur l'agrégateur américain Rotten Tomatoes, le film reçoit 57 % d'opinions favorables pour 141 critiques recensées. Sur Metacritic, il obtient la note de 60⁄100 pour 33 critiques.
En France, le film obtient une note moyenne de 3.5⁄5 sur le site Allociné, pour 21 titres de presse recensés. Dans Le Parisien, Éric Leguèbe écrit que le film est un « trésor du cinéma d'action qui brille aussi par son originalité », tout en soulignant qu'il est « aussi distant du feuilleton culte que du premier film tourné par Brian De Palma ». Yann Gonzalez du site Chronic'art pense que même « si le cerveau n'en a pas pour son argent, du côté de l'adrénaline, Mission : impossible 2 est une machine qui en impose ». François Forestier du Nouvel Observateur remarque que « Tom Cruise a eu l'intelligence de choisir un metteur en scène d'enfer : John Woo » qui « transforme un exercice obligé en spectacle jouissif ». Dans L'Écran fantastique, Claire Tendre apprécie « un spectacle aphrodisiaque, voluptueux et enivrant, dont les défauts n'occultent pas les qualités ». Frédéric Strauss de Télérama pense que le film « rompt avec la lourdeur habituelle des grosses machines hollywoodiennes ». Dans Le Monde, Samuel Blumenfeld écrit que John Woo « s'acquitte de sa tâche avec un certain bonheur, mais aussi avec une mauvaise volonté manifeste qui fait de Mission : impossible 2 un film curieux, ingrat, par instants brillant ».
Du côté des critiques moins élogieuses, celle de FHM regrette que Tom Cruise soit le seul héros et qu'ainsi le film « viole [....] l'esprit "sport collectif" de la série ».
Frédéric Bonnaud des Inrockuptibles écrit quant à lui que le film est « une suite de laborieux décalques et de trucs éprouvés, comme si on assistait à l'entraînement d'un tâcheron qui essaie d'imiter John Woo sans jamais lui arriver à la cheville ».
Pour TantePony de Nanarland, « autant John Woo nous avait bluffé avec Face/off, autant avec MI2, il nous laisse sans voix face à cette déplorable auto-caricature.
Le film est parsemé de minis clips ridicules, tout en ralentis stylisés et regards profonds, avec les inévitables symboles à deux balles, genre la colombe qui s'envole, dans un brasier de flammes et ressort indemne ».

### Box-office
Avec un budget de 125 millions de dollars, le film enregistre 546 388 105 dollars de recettes mondiales. Il dépasse ainsi d'environ 100 millions de dollars le premier film, sorti en 1996.
| Pays ou région    | Box-office        | Date d'arrêt du box-office | Nombre de semaines |
| ----------------- | ----------------- | -------------------------- | ------------------ |
| États-Unis Canada | 215 409 889 $     | 19 octobre 2000            | 21                 |
| France            | 4 097 256 entrées | 4 octobre 2000             | 11                 |
| Total mondial     | 546 388 105 $     |                            |                    |

## Distinctions
Source : Internet Movie Database et Allociné

### Récompenses

#### 2000
- Golden Screen : Écran d'or pour les films ayant totalisé 3 millions d'entrées en 18 mois
- Prix Bogey : Prix Bogey d’or[N 2]
- Syndicat national des journalistes cinématographiques italiens : Ruban d'argent spécial pour Tom Cruise pour son implication en tant qu'acteur et producteur dans le film

#### 2001
- American Music Awards : American Music Award de la meilleure bande-son
- ASCAP Film and Television Music Awards : compositeurs du meilleur film au box-office pour Hans Zimmer
- BMI Film and TV Awards : Prix BMI de la meilleure musique pour Lalo Schifrin
- Critics' Choice Movie Awards : Critics' Choice Movie Award de la meilleure musique de film pour Hans Zimmer
- MTV Movie & TV Awards :
  - MTV Movie Award de la meilleure performance masculine pour Tom Cruise
  - MTV Movie Award de la meilleure scène d'action pour la poursuite en moto
- World Stunt Awards :
  - Taurus Award du meilleur coordinateur de cascade et / ou directeur de 2e unité (Séquence d'action) décerné à Brian Smrz et William H. Burton Jr[N 3].
  - Taurus Award du meilleur coordinateur de cascade et / ou directeur de 2e unité (Long métrage) décerné à Brian Smrz et William H. Burton Jr.
- Yoga Awards : prix spécial pour avoir placé la fête des Fallas au mauvais endroit

### Nominations

#### 2000
- MTV Video Music Awards : meilleur clip vidéo d'un film pour Metallica (Metallica: I Disappear)
- Teen Choice Awards :
  - Meilleur film Action / Aventure de l'été pour Tom Cruise
  - Meilleur acteur dans un film Action / Aventure pour Tom Cruise
- The Stinkers Bad Movie Awards : pire chanson ou performance de chanson dans un film pour Limp Bizkit (Take a Look Around)

#### 2001
- Blockbuster Entertainment Awards :
  - Acteur préféré dans un film d’action pour Tom Cruise
  - Meilleure révélation féminine pour Thandie Newton
  - Meilleur méchant pour Dougray Scott
  - Meilleure bande originale
- Empire Awards : meilleure actrice britannique pour Thandie Newton
- Kids' Choice Awards : acteur de cinéma préféré pour Tom Cruise
- Motion Picture Sound Editors : meilleur montage sonore - effets sonores et bruitages dans un film pour Bryan Bowen, Scott Curtis, Dino Dimuro, Tammy Fearing, Tony Lamberti, Glenn T. Morgan, Alan Rankin, Geoffrey G. Rubay, Thomas W. Small, Mark P. Stoeckinger et Scott Wolf
- NAACP Image Awards :
  - Meilleur second rôle féminin dans un film pour Thandie Newton
  - Meilleur second rôle masculin dans un film pour Ving Rhames
- Online Film and Television Association : meilleure séquence de titres
- Razzie Awards :
  - Pire remake ou suite
  - Pire second rôle féminin pour Thandie Newton
- Satellite Awards :
  - Meilleure photographie pour Jeffrey L. Kimball
  - Meilleurs effets visuels pour Richard Yuricich
  - Meilleur montage pour Christian Wagner et Steven Kemper
  - Meilleur son pour Mark P. Stoeckinger

## Éditions en vidéo
En France, le film Mission : Impossible 2 est sorti en DVD le 5 avril 2001, puis une version Blu-ray est sortie le 5 novembre 2008.
Le film est également sorti en VOD le 15 octobre 2017.
À la suite des évolutions techniques visant à améliorer la qualité d'image et sons, le film sort en 4K Ultra HD + Blu-ray, ainsi qu'une édition SteelBook Blu-ray le 3 juillet 2018,. Enfin, une édition SteelBook limitée 4K Ultra HD + Blu-ray le 28 juin 2023.

## SagaMission impossible
| Titre français                            | Année | Réalisateur           | Budget        | Total box-office |
| ----------------------------------------- | ----- | --------------------- | ------------- | ---------------- |
| Mission impossible                        | 1996  | Brian De Palma        | 78 000 000 $  | 457 696 359 $    |
| Mission impossible 2                      | 2000  | John Woo              | 125 000 000 $ | 546 388 105 $    |
| Mission impossible 3                      | 2006  | J. J. Abrams          | 150 000 000 $ | 397 850 012 $    |
| Mission impossible : Protocole Fantôme    | 2011  | Brad Bird             | 145 000 000 $ | 694 713 380 $    |
| Mission impossible : Rogue Nation         | 2015  | Christopher McQuarrie | 150 000 000 $ | 682 714 267 $    |
| Mission impossible : Fallout              | 2018  | Christopher McQuarrie | 178 000 000 $ | 791 107 538 $    |
| Mission impossible : Dead Reckoning       | 2023  | Christopher McQuarrie | NC            | NC               |
| Mission: Impossible - The Final Reckoning | 2025  | Christopher McQuarrie | NC            | NC               |